# Hollacombe
Hollacombe är en by och en civil parish i Torridge, Devon, England. Orten hade 59 invånare. (2001)